# Tossal dels Qualls

El Tossal dels Qualls, respecte del terme d'Abella de la Conca

El Tossal dels Qualls és un cim de 1.311,8 metres d'altitud del terme municipal d'Abella de la Conca, a la comarca del Pallars Jussà.
És al nord del terme, al vessant meridional de la Serra de Carreu, al costat sud de la Collada del Marinxina.

## La partida rural delTossal dels Qualls
A l'entorn d'aquest tossal s'estén la partida del mateix nom, que comprèn les parcel·les 200 i 201 del polígon 4 d'Abella de la Conca. Conté 9,9304 hectàrees de pastures, matolls i bosquina i alguns trossos de pineda apta per a extracció de fusta. En el registre del Cadastre apareix escrit com a Tossal des Cua.

## Etimologia
Es tracta d'un topònim romànic format pels noms comuns tossal i quall, sense que ara per ara es pugui explicar el perquè de l'associació d'aquests dos termes.